# Stygichthys typhlops
Stygichthys typhlops är en fiskart som beskrevs av Brittan och Böhlke, 1965. Stygichthys typhlops ingår i släktet Stygichthys och familjen Characidae. IUCN kategoriserar arten globalt som otillräckligt studerad. Inga underarter finns listade i Catalogue of Life.